# Innocenzo Cibo
Innocenzo Cibo (ur. 25 sierpnia 1491 w Genui, zm. 13 kwietnia 1550 w Rzymie) – włoski kardynał. Wnuk papieża Innocentego VIII. Syn Maddaleny de’ Medici i Franceschetto Cybo.

## Życiorys
Mianowany kardynałem przez papieża Leona X w 1513. Kumulował w swym ręku znaczną liczbę kościelnych beneficjów, był administratorem apostolskim archidiecezji St. Andrews i Edynburg w Szkocji (1513-14), Turynu (1516-17 i 1520-48), Messyny (1538-50), diecezji Marsylia (1517-30), Aleria (1518-20), Ventimiglia (lipiec – sierpień 1519), Volturara (październik – listopad 1526), Mariana i Accia na Korsyce (marzec – grudzień 1531), Beziers (od 1536), Tropea (luty – czerwiec 1538), a ponadto komendatariuszem wielu opactw i klasztorów we Francji i Włoszech. Arcybiskup Genui od 1520. Kamerling Świętego Kościoła Rzymskiego od lipca 1521, we wrześniu tego samego roku sprzedał ten urząd kardynałowi Francesco Armellini Pantalassi de’ Medici. Legat papieski w Bolonii 1524, był obecny podczas koronacji Karola V na cesarza, która miała miejsce w tym mieście w 1530. Dwukrotnie był także regentem Florencji (podczas nieobecności w mieście księcia Aleksandra 1532-33 i po jego zamordowaniu 1537) i raz regentem Massa i Carrara (w 1547). Uchodził za przyjaciela zarówno cesarza, jak i francuskiego króla Franciszka I. Protektor Niemiec w kurii rzymskiej od 1542 Jako kardynał-protodiakon 22 lutego 1550 koronował papieża Juliusza III, który mianował go członkiem komisji ds. reformy Datarii Apostolskiej. Zmarł dwa miesiące później.
W życiu osobistym jego postępowanie nie odbiegało od standardów epoki renesansu – spłodził co najmniej czwórkę nieślubnych dzieci: Elenę, Klemensa, Ricciardę i Aleksandra. Wskutek rozwiązłego życia chorował na syfilis.